# Eutetras
Eutetras é um género botânico pertencente à família Asteraceae.